# Échelle logarithmique
Une échelle logarithmique est un système de graduation en progression géométrique. Chaque pas multiplie la valeur par une constante positive. De ce fait, la position sur l'axe d'une valeur est proportionnelle à son logarithme.
Une échelle logarithmique est particulièrement adaptée pour rendre compte des ordres de grandeur dans les applications. Elle montre sur un petit espace une large gamme de valeurs, à condition qu'elles soient non nulles et de même signe.
Les échelles logarithmiques servent soit pour effectuer des calculs analogiques, soit pour présenter des résultats sur des graphiques.

## Définition
L'échelle logarithmique place les valeurs sur l'axe en croissance exponentielle. Des points écartés d'une même distance représentent des valeurs dans le même rapport.
L'échelle logarithmique n'est définie que pour des valeurs strictement positives.

### Comparaison d'une échelle linéaire et d'une échelle logarithmique
L'illustration ci-dessus montre les deux types d'échelles :
- Avec l'échelle linéaire, deux graduations dont la différence vaut 10 sont à distance constante.
- Avec l'échelle logarithmique, deux graduations dont le rapport vaut 10 sont à distance constante.

Sur l'échelle logarithmique, les grands nombres sont comprimés, rapprochés de 1 et facilement représentés, tandis que les nombres inférieurs à 1 sont dilatés et très vite renvoyés vers l'infini négatif.

### Unités logarithmiques
On utilise parfois des unités logarithmiques, c'est-à-dire dont la valeur est le logarithme du rapport entre deux valeurs d'une grandeur.
La base logarithmique choisie dépend des habitudes de la discipline qui les utilise :
- le logarithme népérien, dont la base est e, facilite certains calculs et s'évalue plus directement grâce à la série de Taylor, mais ne permet pas d'accéder intuitivement à l'ordre de grandeur décimal. Le néper est le logarithme népérien du rapport entre deux puissances.
- logarithme décimal (base 10) donne directement une notion de l'ordre de grandeur, puisque la caractéristique, c'est-à-dire le signe et la partie avant la virgule, le donne directement. Sa lisibilité le rend utile dans de nombreux domaines technologiques, bien que sous une forme modifiée. Il sert en statistiques, et en chimie définit le pH.
- Le décibel, couramment utilisé en télécommunications, électronique et acoustique se définit comme 10 fois le logarithme décimal du rapport entre deux puissances ; mais si les tables de logarithmes et plus tard, les calculatrices de poche n'avaient pas donné plus facilement accès au logarithme décimal, on dirait avec rigueur que le décibel est le logarithme de base 100,1 (soit environ 1,26) du rapport entre deux puissances. En effet, c'est à ce multiplicateur que correspond un décibel.
- le logarithme de base 2 sert en informatique, avec les bits et en musique, avec les octaves.
- De la même façon, le demi-ton de la gamme tempérée en musique, qui est la douzième partie de l'octave, est le logarithme de base 21÷12 (soit environ 1,06) de la fréquence.

Une échelle linéaire graduée dans une unité logarithmique équivaut à une échelle logarithmique, du point de vue de la grandeur considérée.

## Usage

Croissance de la population de l’Angleterre tracée à l’échelle logarithmique (1,67 décennies).

La règle à calcul tire parti des propriétés de l'échelle logarithmique pour permettre d'effectuer des multiplications.
Les graphiques en repère semi-logarithmique servent à montrer l'évolution de grandeurs dont l'une a une évolution linéaire (en général, la variable indépendante sur l'axe des abscisses), et l'autre une évolution exponentielle.
En économie, les valeurs des monnaies internationales, des actions, des matières premières et autres produits de commerce, soumis à une inflation des prix, s'inscrivent en échelle logarithmique sur l'axe des ordonnées, tandis que le temps s'inscrit en échelle linéaire sur l'axe des abscisses.
En électronique, la réponse en fréquence d'un système, et particulièrement d'un filtre, se représente généralement sur un diagramme semi-logarithmique, avec une échelle logarithmique pour les fréquences en abscisses et une échelle linéaire sur l'axe des ordonnées, graduée en décibels, par rapport à la tension obtenue à une certaine fréquence (par exemple, 1 000 Hz).
Comme les décibels sont une unité logarithmique, du point de vue de la tension électrique ou des rapports de tension, l'échelle est également logarithmique, ce qui permet, dans le Diagramme de Bode, les tracés asymptotiques, en lignes droites.
Les graphiques en repère logarithmique sur les deux axes conviennent aux grandeurs dont tant la variable indépendante que la variable dépendante peuvent prendre des valeurs extrêmement différentes. Lorsque l'une est proportionnelle à l'élévation de l'autre à une puissance, le graphique dessine une droite dont la pente est proportionnelle à l'exposant.

## Construction de l'échelle
On connait les valeurs minimale xmin et maximale xmax qu'il faut représenter, et la longueur l de l'échelle entre ces deux valeurs.
La longueur l correspond à une multiplication par r = xmax ÷ xmin.
Le point placé au milieu est à la même distance de xmin et de xmax. La valeur qui correspond au point du milieu est la moyenne géométrique des valeurs extrêmes {\displaystyle {\sqrt {x_{\min }\times x_{\max }}}}.
Plutôt que calculer ainsi de proche en proche, on utilise la propriété fondamentale des logarithmes:
{\displaystyle \log(a\times b)=\log(a)+\log(b)}
On peut calculer les rapports de valeurs grâce à la fonction exponentielle, qui est la fonction réciproque de la fonction logarithmique népérienne.
Pour graduer l'axe selon ses besoins, on peut calculer le rapport de valeur par unité de longueur sur l'axe. Le logarithme de la progression par unité de longueur nombre s'obtient par une simple division : log(r)÷l et la valeur de la progression est r1/l.
De la sorte, si on divise la distance l en n segments égaux, le rapport de valeurs qui correspond à chaque segment est de r1/n. La longueur totale, correspondant à l'écart entre xmin et xmax, correspond ainsi bien à une multiplication par r, tandis que la longueur de chaque segment correspond à une multiplication par la même quantité.
Les points également espacés désignent des valeurs en progression géométrique.
- Valeur minimale : 0,1
- Valeur maximale : 100
- écart relatif : r = 100 ÷ 0,1 = 1000
- longueur de l'axe : 600 pixels

On veut que les multiples de 10 soient indiqués. Pour le rapport 1000, il y a trois multiplications par 10, correspondant à trois modules de 600 ÷ 3 = 200 pixels de long.
À l'intérieur de ces modules, on veut indiquer l'emplacement de chaque valeur, de 2 à 9.
- La multiplication par 2 correspond à la distance entre 0,1 et 0,2, 1 et 2, 10 et 20. La longueur correspondante s'obtient par une règle de trois sur les logarithmes : {\textstyle {\frac {600\times \log(2)}{\log(1000)}}}, ce qui donne 60,2 pixels.
- De même la multiplication par 3, {\textstyle {\frac {600\times \log(3)}{\log(1000)}}} donne 95,4 pixels entre 0,1 et 0,3, 1 et 3 et 10 et 30. On est obligé d'arrondir, évidemment.
- On en tire facilement leurs multiples : la distance entre 1 et 4 est celle de deux multiplications par deux, donc 120,4 pixels ; entre 1 et 8, celle de trois multiplications par deux, soit 180,6 ; entre 1 et 6 celle d'une multiplication par trois et d'une multiplication par deux, soit 95,4 + 60,2 = 155,6 pixels ; et entre 1 et 9, celle de deux multiplications par 3, soit 190,8 pixels.
- La graduation 5 s'obtient facilement : puisque deux fois cinq font dix, la longueur de 0,5 à 1, de 5 à 10, de 50 à 100, est de 60,2 pixels (on peut donc noter que la multiplication par 5 correspond à une longueur de 200 − 60,2 = 139,8 pixels).
- Il ne reste que le 7 à placer, par le même procédé de règle de trois sur les logarithmes.
- La longueur de ces segments vaut pour les multiplications, et aussi pour les divisions.
- Un déplacement de un pixel vers la droite correspond à une augmentation de exp(log(1000)÷600) ≈ 1.0115795

Chacun des modules est reproduit trois fois, la forme est invariable, seule la légende des points change.
note: La base de logarithme dans laquelle s'effectuent les calculs n'a aucune importance.
Construction sans machine à calculer
- 2 multiplié dix fois par lui-même donne 1024. Il y a donc, à 2 % près, dix fois la longueur du segment correspondant à la multiplication par 2 entre les deux extrémités de l'échelle de 0,1 à 100, et donc ce segment mesure 600 ÷ 10 ≈ 60 pixels. Avec cette longueur, on peut placer les 2, 4, 5 et 8 comme indiqué ci-dessus.
- 7 × 7 donne 49, soit 50 à 2 % près. La longueur pour 100 est de deux modules de 200 pixels, soit 400 pixels, on en retranche la longueur pour 2 puisqu'il faut diviser la valeur par deux, reste 339,8 ; et la valeur pour 7 est la moitié, soit 169,9, qu'on arrondit à 169 puisque 7 × 7 est un peu moins que 50.
- 3 × 3 font 9. On connaît la longueur correspondant à 8,3 × 60,2 = 180,6 pixels, celle correspondant à 10, 200 pixels, la longueur correspondant à 9 est entre les deux, (180,6 + 200) ÷ 2 = 190,3 ; celle correspondant à 3 est la moitié, qu'on arrondit à 95.

Quand une valeur particulière est prise pour référence (par exemple, 1), la distance d'un point représentant un nombre à celui représentant cette valeur s'appelle sa coordonnée logarithmique.